# 1700 a tudományban
Az 1700. év a tudományban és a technikában.

## Születések
- február 8. – Daniel Bernoulli svájci orvos, fizikus és matematikus († 1782)
- május 7. – Gerard van Swieten  hollandiai születésű ausztriai orvos Mária Terézia udvarában († 1772)
- július 20. (keresztelés) – Henri Louis Duhamel du Monceau francia botanikus, agronómus († 1782)